# 五里镇 (宜君县)
五里镇，是中华人民共和国陕西省铜川市宜君县下辖的一个乡镇级行政单位。
2015年，陕西省民政厅批复同意撤销西村乡，并入五里镇。

## 行政区划
五里镇下辖以下地区：
兴市村、尖角村、白河村、贺塬村、杨沟村、刘塬村、银贡村、崖尧村、杨塬村、雷声村、马塬村、马塬畔村、胡家塬村、榆舍村、孟埔塬村、张河村、星星坡村、石堡村、云辉村、寨子村、东定龙村、云夫村、白沟村、文兴村、西村、许庄村和焦庵村。